# Ehrenreich Eichholz
Ehrenreich Eichholz (* 19. September 1807 in Berlin; † 14. Januar 1871 in Hannover) war ein deutscher Redakteur und Schriftsteller. Als Liberaler saß er im Konstituierenden Reichstag des Norddeutschen Bundes.

## Leben
Eichholz besuchte das Joachimsthalsche Gymnasium und studierte Philologie und Naturwissenschaften an der Friedrich-Wilhelms-Universität Berlin. 1827 wurde er im Corps Marchia Berlin aktiv. Er durchlief das Probejahr für das Lehramt am Friedrichwerderschen Gymnasium. Anschließend privatisierte er als Lehrer und Schriftsteller. Er war Mitbegründer und Mitarbeiter der National-Zeitung und Redakteur der Neuen Stettiner, der Ostseezeitung, der Zeitung für Norddeutschland und zuletzt der Deutschen Volkszeitung in Hannover. Als Anhänger der Welfen und Redakteur der Volkszeitung wurde er wegen seiner preußenfeindlichen Kommentare mehrfach bestraft.
1846 erregte sein Buch Schicksale eines Proletariers das Missfallen des Königs, wofür Eichholz angeklagt wurde. Er wurde in dem Prozess durch den namhaften Juristen Leopold Volkmar verteidigt, der einen vollständigen Freispruch erreichte.
1867 war Eichholz Mitglied des Konstituierenden Reichstags des Norddeutschen Bundes für den Wahlkreis Hannover 15 (Lüchow, Uelzen, Dannenberg, Bleckede) und die Bundesstaatlich-konstitutionelle Vereinigung.
Zu Beginn des Deutsch-Französischen Krieges wurde er von Preußen in Festungshaft genommen. Vier Tage vor der Deutschen Reichsgründung starb er mit 63 Jahren.

## Werke
- Die Kämpfer der Vendée in Deutschland und Italien. Eine Novelle. Berlin 1833.
- Schicksale eines Proletariers. Ein Volksbuch, Roman. Leipzig 1846. GoogleBooks
- Die Jesuiten und ihr Grundsatz: „Der Zweck heiligt das Mittel“. Zwei Vorträge, gehalten im Berliner Handwerker-Verein. Berlin 1846.
- Der Entwurf des Preußischen Verfassungs-Gesetzes kritisch beleuchtet. Berlin 1848.
- Was haben wir durch die Revolution gewonnen? – Was haben wir durch die Revolution verloren? – Eine Zuschrift an das preußische Volk. Berlin 1848. GoogleBooks
- Das octroyirte preußische Wahlgesetz. Stettin 1849.
- Die Hannoverschen Landes-Lotterien. Hannover 1852.
- Die bundesstaatlich-constitutionelle Fraction auf dem Reichstage des Norddeutschen Bundes. Berlin 1867.
- Tagebuch verfaßt von Ehrenreich Eichholz in den Monaten August bis November 1870, auf Wunsch des Verfassers und vieler seiner Freunde gedruckt. Hannover 1874.
- Eduard Elfen, Roman.
- Der Fürstensohn, Roman.